# Stajkovce (gmina Surdulica)
Stajkovce (cyr. Стајковце) – wieś w Serbii, w okręgu pczyńskim, w gminie Surdulica. W 2011 roku liczyła 71 mieszkańców.